# Éden (regény)
Az Éden Stanisław Lem 1959-es tudományos-fantasztikus regénye. Magyarul először 1973-ban jelent meg Murányi Beatrix fordításában a Kozmosz Fantasztikus Könyvek sorozatban, majd második kiadása 1981-ben, ugyanebben a sorozatban. A magyar kiadások borítóját Korga György két különböző festménye díszíti.

## Történet
|  | Alább a cselekmény részletei következnek! |

Egy űrhajó hajótörést szenved egy idegen bolygón, amelynek a neve Éden. A legénység tagjai a Koordinátor, a Doktor, a Mérnök, a Vegyész, a Fizikus és a Kibernetikus. Miután a hajóroncsból sikerül kiszabadulniuk, megkezdik a bolygó felderítését. Először egy furcsa vadonon haladnak keresztül, majd egy elhagyott gyárat találnak. Az elhagyott gyár automatikusan működik tovább, és folyamatos körforgásban készít termékeket, majd azokat visszaforgatva alapanyagként a termelésbe újra elpusztítja, amit gyárt. Amikor visszatérnek az űrhajóhoz, egy helyi élőlényt találnak benne. Ezeket a hatalmas testű idegeneket dupláknak nevezik el (a lengyel eredetiben dubelty a nevük), mivel úgy néznek ki, mintha egy ormótlan, gömbszerű testet egy kisebb lény irányítana, amely valamiféle erszényben ül.
A következő nap elindulnak vizet keresni; expedíciójuk közben kapcsolatba kerülnek a helyi civilizációval és annak furcsa járműveivel. Az egyik jármű pilótájával konfliktus alakul ki, ezért megölik, és elveszik a járművét. A pilóta egy dupla volt. Újra visszatérnek az űrhajóhoz, és felkészülnek a védelemre, azonban nem következik be támadás. Ezután megjavítják a saját járművüket, és a legénység egyik része további expedícióra indul vele, míg a másik fele hátramarad az űrhajót javítani.
Az újabb expedíció során olyan építményeket találnak, amelyek sírokra emlékeztetnek, és csontvázak százait találják meg. A közelben egy települést is találnak, ahova ketten gyalog bemerészkednek, majd a duplák majdnem eltapossák őket, amikor pánikszerűen menekülni kezdenek. Az egyik dupla ráadásul a járművük közelébe menekül, és nem akar visszamenni a településre, hanem inkább hagyja, hogy az expedíció tagjai magukkal vigyék az űrhajóhoz. Mikor az expedíció visszatér az űrhajóhoz, megtudják, hogy az idegen civilizáció járművei napközben körbevették és megfigyelték az űrhajót.
Amikor legközelebb vízért mennek el, a legénység tagjai észreveszik, hogy a helyi civilizáció valamit tervez ellenük. Ezután nem sokkal az idegenek órákon át bombázzák az űrhajó környékét, azonban magát az űrhajót nem lövik. A bombázás eredményeképp a talaj fémeiből egy önszervező üvegfal épül fel az űrhajó körül, hogy elszigetelje a bolygó többi részétől.
A hozzájuk csatlakozott duplával olyannyira nem sikerül kommunikálniuk, hogy már arra feltételezésre jutnak, hogy esetleg egy mentálisan sérült egyeddel van dolguk. A további expedíciókhoz a legénység tagjai megjavítják és kiszabadítják az űrhajóból a Védő nevű, extrém körülményeket is kibíró páncélos harcjárművet. A Védő segítségével lyukat robbantanak az őket körülvevő üvegfalon, és újabb expedícióra indulnak, amikor is először figyelik meg idegen civilizáció mindennapi életét.
Amikor erről az expedícióról térnek vissza, találkoznak újabb duplákkal, melyek egy része gáztámadás elől menekül; ennek során a Védő legénységét is éri a gáz (azonban nem egyértelmű, hogy a támadást ellenük készítették-e, vagy a duplák között folyik valamiféle konfliktus). A támadásra válaszul a Védővel megtámadják és megölik azokat a duplákat, akik gáz elleni védőruhában vannak, és több száz társukat gyilkolták meg. Amikor a hajóhoz visszaérnek, az üvegfalon újabb lyukat kell üssenek atomtöltetű fegyverükkel, mert az előző lyukat a fal már automatikusan helyreállította. Amíg a következő lépéseiket tervezik, hirtelen beállít hozzájuk egy újabb dupla. Ezzel a duplával sikerül kommunikálniuk. Kiderül, hogy ért csillagászathoz, és elmagyarázza nekik, hogy az általuk robbantott lyukon keresztül jött utánuk az üvegfalon belülre. Azonban kiderül, hogy súlyos sugárfertőzést kapott ez a dupla, hiszen a lyuk még radioaktív volt, amikor utánuk átjött rajta.
A dupla a sugárfertőzéstől haldoklik, de mégis úgy dönt, hogy a lehető legtöbb ismeret megosztásának szenteli a megmaradt idejét. Sokat elmond a saját nyelvén az Éden társadalmáról és történelméről, azonban szavait egy hevenyészett komputeralgoritmussal tudják csak fordítani, ezért a közlés nagy része homályos marad. A dupla annyit mégis megértet velük, hogy az ő civilizációjukban teljesen más a hivatalos álláspont és a valóság. Hivatalosan nincs semmilyen kormány, ami irányítaná őket, a valóságban azonban nyilvánvalóan létezik egy hatalom, ami irányít. Akik a hivatalos álláspont efféle központi jelentőségű dogmáitól eltérő nézeteket hangoztatnak, azokat begyűjtik és valószínűleg megsemmisítik. Hivatalosan nem léteznek azok az automata gyárak, amilyet az első nap találtak a hajótöröttek, mert ezek egy félresikerült kísérlet eredményei, a valóságban azonban nagyon sok van belőlük. Az is kiderül, hogy a duplák társadalmi és technológiai fejlődése és színvonala rendkívül eltér az emberi civilizációtól, de néhány tekintetben meghaladja azt. Kiderül továbbá, hogy a dupla tudott a sugárfertőzés veszélyéről, amikor a hajóra jött, de ennek az árán is a kapcsolatfelvételt választotta.
Végül a legénységnek sikerül az űrhajót megjavítani. A hozzájuk csatlakozott két dupla azonban úgy dönt, hogy bolygón marad és halált választja, annak ellenére, hogy a radioaktív fertőzésből a Doktornak sikerül a második duplát felgyógyítani. A felszállás után a legénység tagja az űrből megcsodálhatják végre az Édent, hiszen pont azért szenvedtek hajótörést itt, mert közelebb akartak hozzá kerülni, hogy láthassák, csak "a számításokba hiba csúszott".
|  | Itt a vége a cselekmény részletezésének! |

### Interpretáció
Lem nagyon keveset beszélt a regényről a megírása alatt és a megjelenése után, mind nyilvánosan, mind a barátainak írt levelezésében. Wojciech Orliński lengyel publicista feltevése szerint azért nem akart erről beszélni, mert „túlságosan kiadta magát ebben a könyvben”. Az újságíró azt sugallja, hogy a cselekménybe beleszövődnek az író emlékei a lvovi gettóról.

## Magyarul
- Éden. Tudományos fantasztikus regény; ford., életrajz Murányi Beatrix, utószó Kuczka Péter; Egyetemi Ny., Bp., 1973 (Kozmosz fantasztikus könyvek)